# Danny Shelton
Pour les articles homonymes, voir Shelton.
(en) Statistiques sur pro-football-reference
Daniel Saileupumoni Shelton, né le 20 août 1993 à Auburn (Washington), est un joueur américain de football américain. Il joue nose tackle en National Football League (NFL).